# Carcharhinus porosus
A Carcharhinus porosus a porcos halak (Chondrichthyes) osztályának kékcápaalakúak (Carcharhiniformes) rendjébe, ezen belül a kékcápafélék (Carcharhinidae) családjába tartozó faj.

## Előfordulása

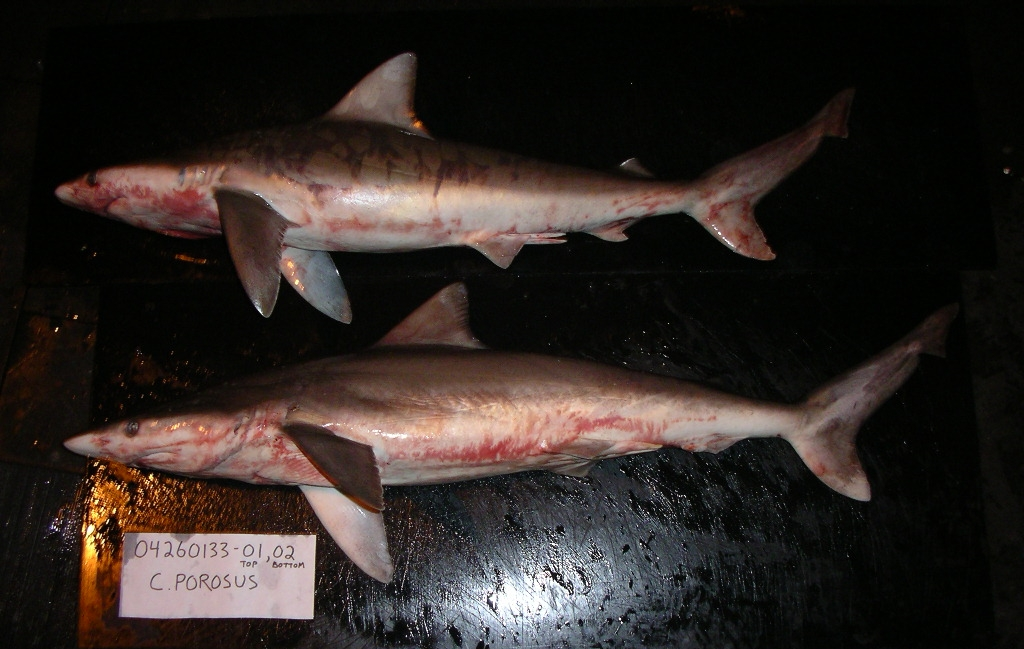
A Mexikói-öbölből kifogott példányok

A Carcharhinus porosus kizárólag az Atlanti-óceán nyugati felén található meg. Az előfordulási területe a Mexikói-öböl északi részétől egészen Dél-Brazíliáig és Uruguayig terjed. A Borneó, Vietnám és Thaiföld vizeiben észrevett hasonló megjelenésű cápa, egy másik kisebb méretű szirticápafajhoz tartozik.

## Megjelenése
Ez a szirticápa általában 90 centiméter hosszú, de akár 150 centiméteresre is megnőhet. 70-84 centiméter között már felnőttnek számít. A hátúszói között nincsen kiemelkedés. Az elülső hátúszója eléggé alacsony. Szemei mögött jól kivehető pórusok vannak. A fogainak számozása felül: 14-1-14, míg alul: 13-13. A fogaspikkelyék közepén egy erős kiemelkedés van, ezt két kisebb veszi közre. Háti része szürke, hasi része piszkosfehér. Az úszókon nincs foltozottság.

## Életmódja
Szubtrópusi cápa, amely főleg tengerfenék közelében él, bár a brakkvízbe is beúszik. Általában 16-36 méteres mélységek között tartózkodik. A kontinentális selfterületek és folyótorkolatok iszapos fenekét kedveli, ahol kisebb halakra, kölyök pörölycápákra (Sphyrna), Rhizoprionodon-fajokra és apró rákokra vadászik.

## Szaporodása
Elevenszülő porcos hal; a peték kiürülő szikzacskója az emlősök méhlepényéhez hasonlóan a nőstény szöveteihez kapcsolódik. Belső megtermékenyítéssel szaporodik, párosodáskor a cápák egymáshoz simulnak. Egy alomban 2-7 kis cápa lehet. A kis Carcharhinus porosus születésekor 31-40 centiméter hosszú.

## Felhasználása
Ennek a szirticápának csak kisméretű halászata folyik. Általában frissen árusítják, vagy tenyésztett halak táplálékának dolgozzák fel. Májából májolajat készítenek.